# TYO Animations
TYO Animations Inc. (株式会社TYOアニメーションズ?, Kabushiki gaisha TYO Animēshonzu) è uno studio di animazione giapponese fondato nel 2009 dall'unione di Hal Film Maker e Yumeta Company.

## Opere
- Mainichi kaasan
- Tamayura: hitotose
- Victory Kickoff!! - Sfide per la vittoria
- Chōyaku hyakunin isshu: Uta koi
- Odoriko Clinoppe
- Tamayura: more aggressive
- Sengoku musō SP: Sanada no shō
- Kin'iro no corda: Blue Sky
- Wolf Girl & Black Prince
- Sengoku musō
- Aria The Avvenire
- Yuru Yuri san hai!
- Cannon Busters
- Tokyo Mew Mew - New
- Record of Ragnarok (stagione 2)